# تصنیف پهن

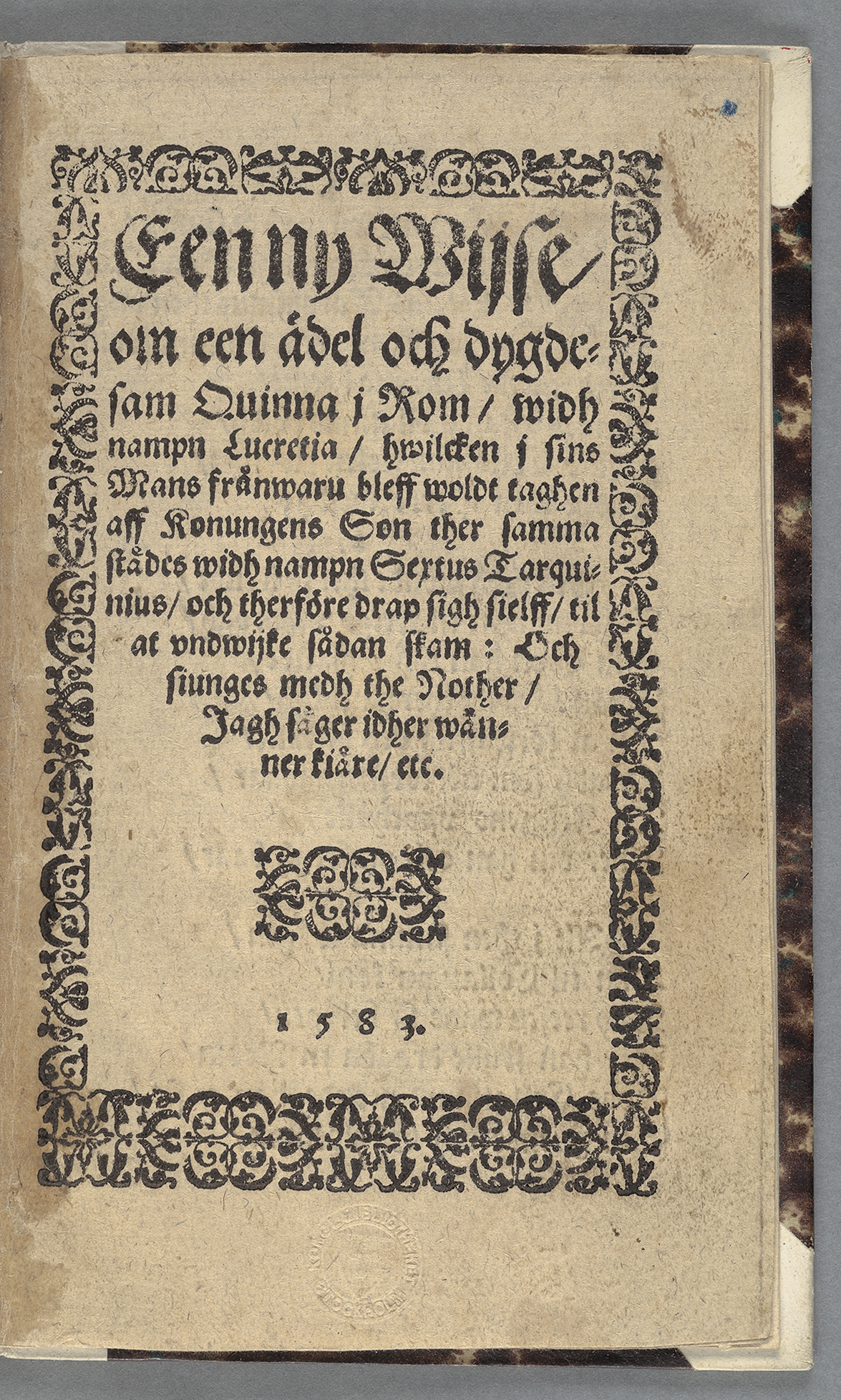
قدیمی‌ترین تصنیف سوئدی حفظ شده که در سال ۱۵۸۳ چاپ شد.

تصنیف پهن (انگلیسی: Broadside ballad) یک ورق کاغذ ارزان قیمت است که در یک طرف چاپ می‌شود، اغلب با تصنیف‌های بالاد (ادبیات)، قافیه، خبر و گاهی با نقاشی‌های چاپ چوبی.